# Lima (ort i Argentina)
Lima är en ort i Argentina.   Den ligger i provinsen Buenos Aires, i den centrala delen av landet, 100 km nordväst om huvudstaden Buenos Aires. Lima ligger 29 meter över havet och antalet invånare är 10 219.
Terrängen runt Lima är mycket platt. Närmaste större samhälle är Zárate, 16,6 km öster om Lima.
Trakten runt Lima består till största delen av jordbruksmark. Runt Lima är det ganska tätbefolkat, med 90 invånare per kvadratkilometer.